# Joel (football, 1904)
Pour les articles homonymes, voir Joel.
Joel de Oliveira Monteiro, plus communément appelé Joel (né le 1er mai 1904 et mort le 6 avril 1990 à Rio de Janeiro) était un joueur international de football gardien de but brésilien.

## Biographie
Il a joué durant toute sa carrière en tant que gardien de but dans le club carioca de l'América-RJ entre 1927 et 1932.
Il est le gardien titulaire de la Seleçao en Uruguay pendant la coupe du monde 1930.

## Palmarès

### Club
- championnat Carioca : 1

América : 1928